# Ameles poggii
Ameles poggii är en bönsyrseart som beskrevs av Atilio Lombardo 1986. Ameles poggii ingår i släktet Ameles och familjen Mantidae. Inga underarter finns listade i Catalogue of Life.